# Đurđanci
Đurđanci – wieś w Chorwacji, w żupanii osijecko-barańskiej, w mieście Đakovo. W 2011 roku liczyła 425 mieszkańców.